# Louis Gomis (football, 1974)
Pour les articles homonymes, voir Louis Gomis.
Louis Gomis est un footballeur international sénégalais né le 3 décembre 1974 à Dakar (Sénégal). Cet attaquant était de très grande taille (1,93 m pour 86 kg).

## Carrière
- 1997-1998 : CS Sfax  Tunisie
- 1999-2000 : KFC Lommelse SK (1986)  Belgique
- 2000-2002 : FC Nuremberg  Allemagne
- 2002-2003 : MSV Duisbourg  Allemagne
- 2003-2004 : RAEC Mons (44)  Belgique
- 2004 : Apollon Limassol  Chypre
- 2004-2005 : SCO Angers  France
- 2005-2006 :  Turquie
- 2006-2007 : BAK Ankaraspor 07  Allemagne
- 2008-2009 : FC Clearwater Galactics  États-Unis

## Palmarès
- Meilleur Buteur du Champion du Senegal Div1.  1997.
- Champion du Senegal Division 2 avec ASC Yeggo & Meilleur buteur 1993 -1994
- International sénégalais (28 sélections et 5 buts)
- Vainqueur de la Coupe de la CAF en 1998 avec le Club sportif sfaxien
- vainqueur  de la  Coupe de la CAF en 1999 avec le Club Etoile du Sahel Ess
- Champion d'Allemagne de D2 en 2001 avec le FC Nuremberg
- Coaching Award
- Vainqueur States Cup Adjoint 2008   Avec Clearwater   Florida    USA
- Vainqueur  Charlestons tournois 2008 Avec  Clearwater  Florida    USA
- Vainqueur Florida Cup 2013  avec The Crew  USA
- Vainqueur Tournois 2014, U14  Avec Chargers     Clearwater USA
- Champion  saison 2018-2019 Avec RAQM Quevy  Belgique

Coaching Experience 
saison : 2007-2011 Galactics Clearwater fl U 12 & head Coach premiere team
SAISON:  2011-2013 Seminole Shoothing Stars 
Saison:  2013-2014 Chargers Clearwaater 
Saison:  2016-2017 FC Havre 
saison :2018-2019 RAQM Quevy Head coach U19 ,Saison 2019-2020 U17IP